# بریتیش تامسون-هیوستون
بریتیش تامسون-هیوستون (انگلیسی: British Thomson-Houston) شرکت صنایع سنگین بریتانیایی است، که در سال ۱۸۸۶ تأسیس شد.